# Jurassic Truck Corporation
Jurassic Truck Corporation ist ein US-amerikanisches Unternehmen und ehemaliger Hersteller von Automobilen.

## Unternehmensgeschichte
Das Unternehmen wurde am 9. Dezember 1996 in Arlington in Texas gegründet. 1998 begann die Produktion von Automobilen und Kit Cars. Der Markenname lautete Jurassic Truck. 2001 endete die Fahrzeugproduktion. Das Unternehmen gilt noch als aktiv.

## Fahrzeuge
Das einzige Modell T-Rex war ein Fahrzeug im Stil des Hummer. Ein Fahrgestell vom Chevrolet Suburban mit Allradantrieb bildete die Basis. Die Breite betrug fast 220 cm. Ein V8-Motor mit 350 PS Leistung trieb die Fahrzeuge an. Die Preise lagen deutlich unter denen von Hummer.